# Mio, con trai ta
Mio, con trai ta (tiếng Thụy Điển: Mio, min Mio) là một tác phẩm của nhà văn Astrid Lindgren.
Tác phẩm được xuất bản lần đầu tiên vào năm 1954 tại Thụy Điển. Nội dung câu chuyện được dựa theo nhiều truyện kể dân gian Thụy Điển.

## Nội dung
Câu chuyện cổ tích về Mio là một trong ba câu chuyện thần tiên và tiểu thuyết tưởng tượng của Lindgren. Karl Anders Nilsson, một đứa trẻ bị thiếu thống tình thương và bị bỏ rơi. Một đêm khi cậu đang ngồi một mình và chán nản, buồn bã ở trên chiếc ghế công viên ở Stockholm, cậu tìm thấy một ông tiên trong một lon bia rỗng. Ông tiên đó đã cho cậu một điều ước và đưa cậu đi đến Xứ sở xa xa lắm sau một cuộc hành trình dài hết ngày lại đến đêm. Ở đó cậu trở thành hoàng tử Mio và được đoàn tụ với người cha của mình, Đức Vua, và được hưởng sự nồng ấm, tình yêu, vẻ đẹp và tình bằng hữu ở xứ sở của cha mình. Nhưng bóng đen từ Xứ Sở Bên Ngoài của Sir Kato, người đàn ông có trái tim đá, đang ngự trị. Đánh bại Sir Kato và phá vỡ bùa mê bí hiểm của ông ta là chiến tích của Mio.

## Vinh danh
Cuốn sách đã giành được giải Văn học trẻ Đức vào năm 1956.